# Pseudothilmanus
Pseudothilmanus – rodzaj chrząszcza z rodziny Rhagophthalmidae. Obejmuje dwa opisane gatunki. Występują na północy Indii.

## Taksonomia
Takson ten wprowadzony został w 1918 roku przez Maurice’a Pica. Autor ten umieścił w nim dwa opisane w tej samej publikacji gatunki:
- Pseudothilmanus alatus Pic, 1918
- Pseudothilmanus marginatus Pic, 1918

Pierwszy umieszczony został w podrodzaju nominatywnym Pseudothilmanus s.str., drugi zaś w podrodzaju Pseudothilmanus (Drilothilmanus). Początkowo chrząszcze te klasyfikowano wśród ślimacznikowatych. W 1972 roku Roy Albert Crowson przeniósł liczne rodzaje ślimacznikowatych do innych rodzin, w tym świetlikowatych, Omethidae czy karmazynkowatych, pozostawiając pozycję Pseudothilmanus niepewną. W 2011 roku Robin Kundrata i Ladislav Bocák zrewidowali rodzaj Pseudothilmanus, dokonując redeskrypcji obu gatunków, podrodzaj Drilothilmanus synonimizując z podrodzajem nominatywnym oraz przenosząc tenże takson do rodziny Rhagophthalmidae.

## Morfologia
Chrząszcze o wydłużonym, grzbietobrzusznie spłaszczonym ciele długości od 4,8 do 4,9 mm i szerokości około 3,8 mm, ubarwionym w różnych odcieniach brązu i porośniętym rzadkimi, sterczącymi włoskami. Głowa jest lekko hipognatyczna, grzbietobrzusznie spłaszczona, razem z półkuliście wyłupiastymi oczami szersza od przedniej krawędzi przedplecza. Czułki są piłkowane, spłaszczone, zbudowane z dwunastu członów, z których ostatni jest eliptyczny. Aparat gębowy ma małą wargę górną, wąskie i zakrzywione pod prostym kątem żuwaczki, czteroczłonowe głaszczki szczękowe z ostatnim członem najdłuższym i na szczycie spiczastym, błoniastą wargę dolną oraz drobne głaszczki wargowe. Przedplecze jest 1,6 raza szersze niż dłuższe, najszersze na wysokości dwufalistej krawędzi tylnej; przednia krawędź ma pośrodku wykrojoną, a boki stopniowo rozszerzone ku przodowi i wklęśnięte z tyłu. Przednie kąty przedplecza są zaokrąglone, tylne zaś ostro wystające. Płaska tarczka ma boki prawie równoległe i lekko wykrojony wierzchołek. Pokrywy są najszersze w barkach i ku szczytom zwężające się, drobno i bezładnie punktowane, zaopatrzone w kil biegnący od barku po wierzchołek. Przedpiersie i śródpiersie są szersze niż długie. Odnóża są wąskie i lekko przypłaszczone, gęsto owłosione, o przysadzistych biodrach i smukłych krętarzach. Genitalia samca mają długie prącie i o około połowę krótsze paramery.

## Rozprzestrzenienie
Rodzaj ten rozsiedlony jest na styku krain palearktycznej i orientalnej w regionie Himalajów w północnej części Indii. P. alatus znany jest tylko z Uttar Pradesh, a P. marginatus tylko z Dardżylingu. Przyjmuje się, że chrząszcze te należą do fauny orientalnej, jednak rozstrzygające byłoby dopiero poznanie ich siedliska.